# Hafnir
Hafnir is een klein plaatsje met in 2006 circa 129 inwoners in het zuidwesten van IJsland op het schiereiland Reykjanes. Hafnir hoort samen met de plaatsen Keflavík en Njarðvík tot de gemeente Reykjanesbær. Vroeger was Hafnir een populair en florerend centrum voor visserij, en tegenwoordig kan men er een zoutwatervissenaquarium en een heilbotkwekerij bezoeken: het Sæfiskasafnið.

## Externe link

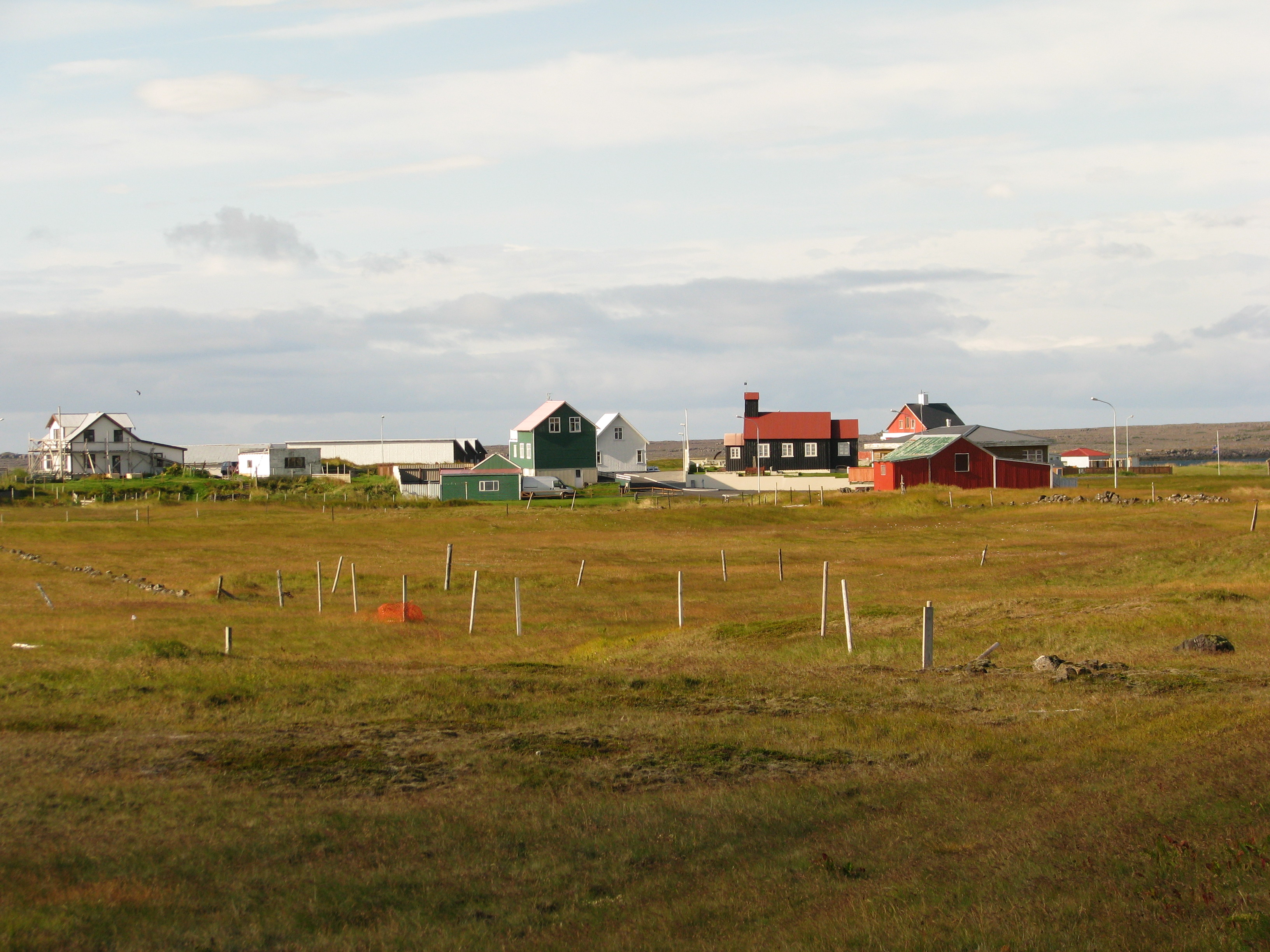
Blik op Hafnir.